# カルロス・デ・レオン
カルロス・デ・レオン（Carlos de León、1959年5月3日 - 2020年1月1日）は、プエルトリコの男性プロボクサー。サンフアン出身。元WBC世界クルーザー級王者。

## 来歴
1974年8月3日、アメリカ領ヴァージン諸島でプロデビュー。
1980年4月25日、WBC世界クルーザー級王座挑戦者決定戦でワルデマール・パウリノ（ブラジル）と対戦し、1回KO勝ちで指名挑戦権を獲得した。
1980年11月26日、WBC世界クルーザー級王者マービン・カメル（アメリカ合衆国）に挑戦し、2-0の判定勝ちで王座を獲得した。
1982年2月24日、マービン・カメルと再戦し、8回KO勝ちを収め初防衛に成功した。
1982年6月27日、ST・ゴードン（アメリカ）と対戦し、2回KO負けを喫し2度目の防衛に失敗し王座から陥落した。
1983年3月6日、元WBA・WBC世界ヘビー級王者レオン・スピンクス（アメリカ）と対戦し、6回KO勝ちを収めた。
1983年7月17日、WBC世界クルーザー級王者ST・ゴードンと再戦し、12回3-0の大差判定勝ちを収め1年5ヶ月ぶりの王座返り咲きに成功した。
1985年6月6日、アルフォンソ・ラトリフ（アメリカ）と対戦し、12回1-2の判定負けを喫し4度目の防衛に失敗し王座から陥落した。
1986年3月22日、WBC世界クルーザー級王者バーナード・ベントンと対戦し、12回2-0の判定勝ちを収め9ヶ月ぶりの王座返り咲きに成功した。
1988年4月9日、WBA・IBF世界クルーザー級王者イベンダー・ホリフィールドと王座統一戦で対戦し、8回TKO負けを喫し王座統一によるWBC王座は4度目の防衛に失敗、WBA・IBF王座獲得に失敗した。
1989年5月17日、WBC世界クルーザー級王座決定戦でサミー・リーソン（アメリカ）と対戦し、9回TKO勝ちで1年ぶりの王座返り咲きに成功した。
1990年1月27日、ジョニー・ネルソン（イギリス）と対戦し、12回1-1の判定で引き分けに終わったが初防衛に成功した。
1990年7月28日、マッシミリアーノ・デュラン（イタリア）と対戦し、11回失格負けを喫し2度目の防衛に失敗し王座から陥落した。
1994年8月13日、後のWBO世界ヘビー級王者コーリー・サンダース（南アフリカ共和国）と対戦し、初回TKO負けを喫した。
1995年11月24日の試合を最後に引退した。
2020年1月1日、アメリカ合衆国ニューヨーク州バッファローの自邸にて、心臓停止の為に亡くなった。60歳没。

## 獲得タイトル
- WBC世界クルーザー級王座（1期目は防衛1。2期目は防衛3。3期目は防衛3。4期目は防衛1）